# ジャン＝バティスト・ド・シャンパーニュ
ジャン＝バティスト・ド・シャンパーニュ（Jean-Baptiste de Champaigne、1631年12月10日 - 1681年10月27日）は、フランドル生れのフランスの画家である。より有名な画家、フィリップ・ド・シャンパーニュ(1602-1674)の甥である。フランス王室の宮殿の装飾画などを描いた。

## 略歴
ブリュッセルで生まれた。11歳の1643年にパリで働く画家の叔父、フィリップ・ド・シャンパーニュの元に移った。叔父は1621年にパリに出て、画家として成功していたが、少し前に一人息子を亡くしていた。この時、フィリップ・ド・シャンパーニュは同時に友人の画家の息子、ニコラ・ド・プラトモンターニュ(Nicolas de Plattemontagne: 1631-1606、父親のフランドルでの姓はファン・プラッテンベルフ、van Plattenberg）も弟子にしている。ニコラ・ド・プラトモンターニュとは友人となった。叔父の工房で修行した後、1658年から1659年の間、ラファエロらの巨匠の作品を模写するためにローマに派遣された。パリに戻った後、叔父の助手としてヴァンセンヌ城の装飾の仕事をし、テュイルリー宮殿の多くの装飾画を描いた。
神話を題材にした作品を入会申請作品として提出して、1663年に王立絵画彫刻アカデミーのメンバーになり、アカデミーの創立メンバーの一人であった叔父と同じようにアカデミーで熱心に活動した。1671年に、アカデミーの教授の称号を得た。 1674年からはベルサイユ宮殿のメルキュールの間や王妃の礼拝堂の装飾の仕事をした。
1681年にパリで49歳で死去した。

## 作品

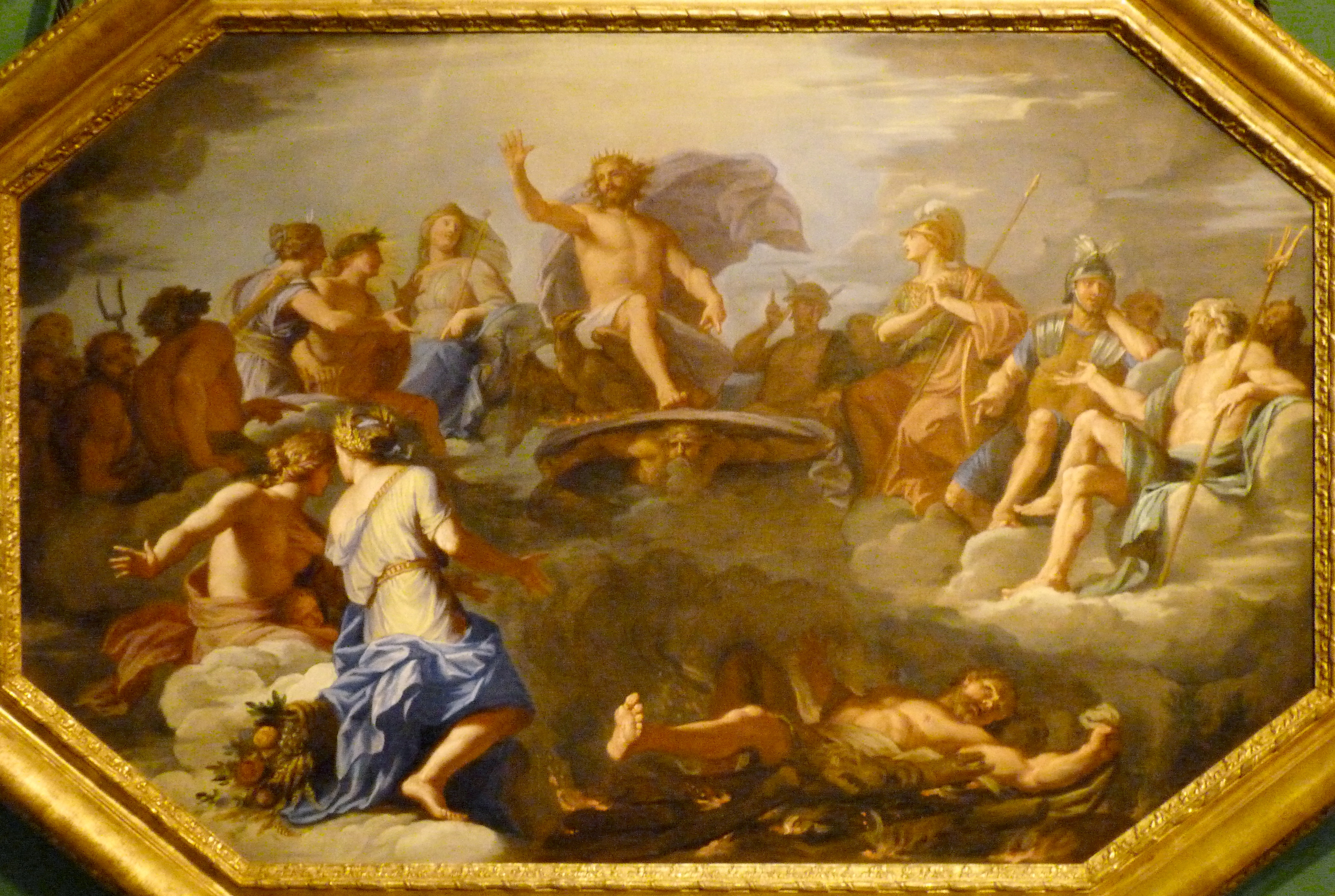
オリンポスの神々が見守る中でのヘラクレスの死(c.1671)、個人蔵
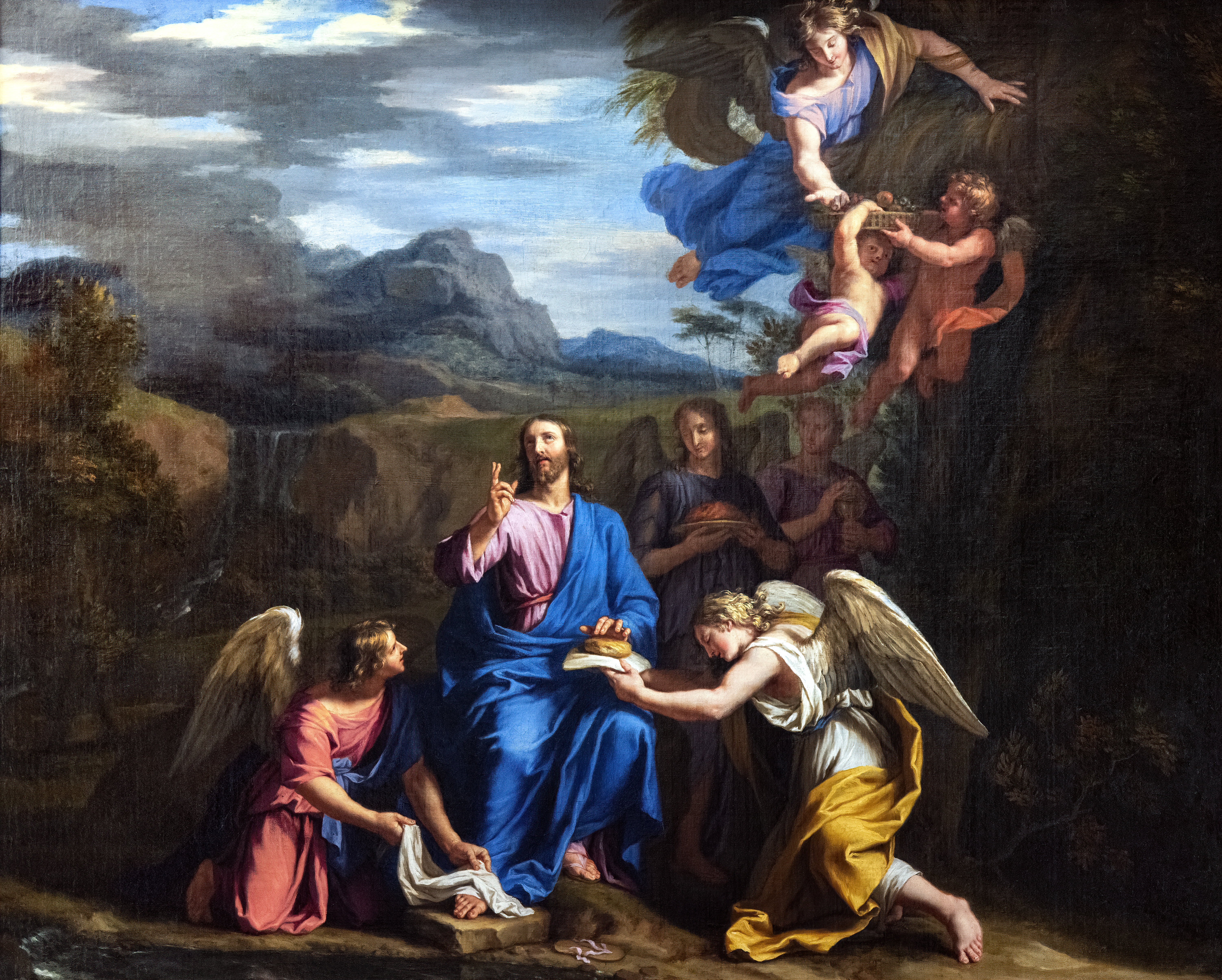
砂漠のキリストと天使
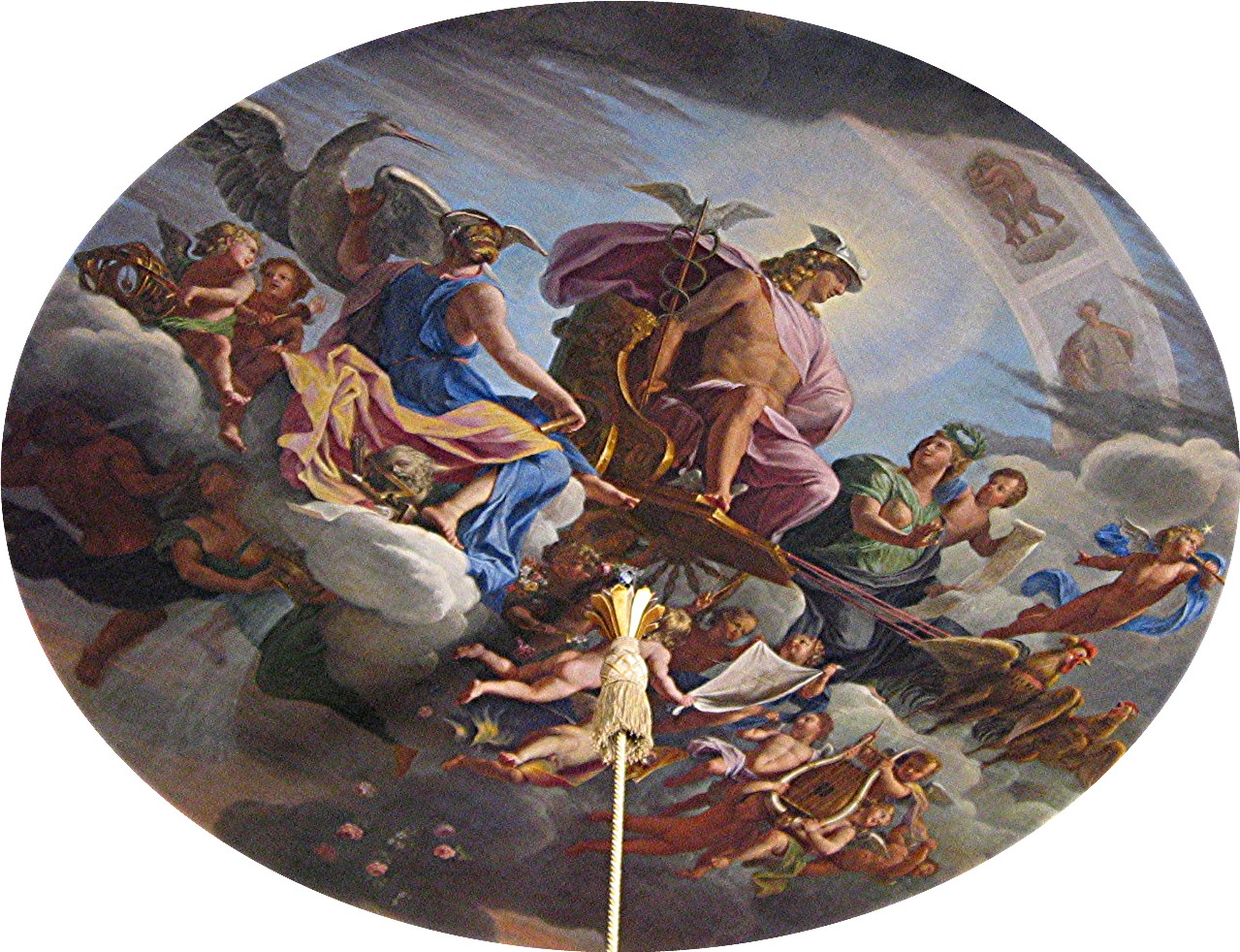
戦車に乗ったメルキュール

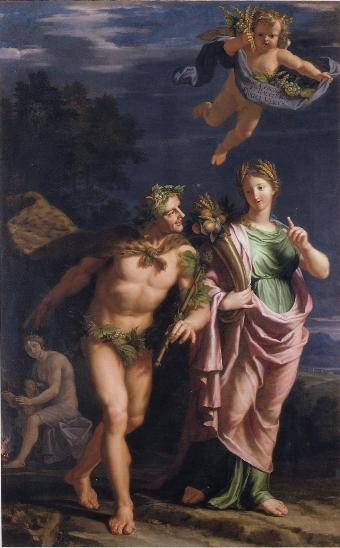
ケレスとバッカスがいないとヴィーナスは凍えてしまう
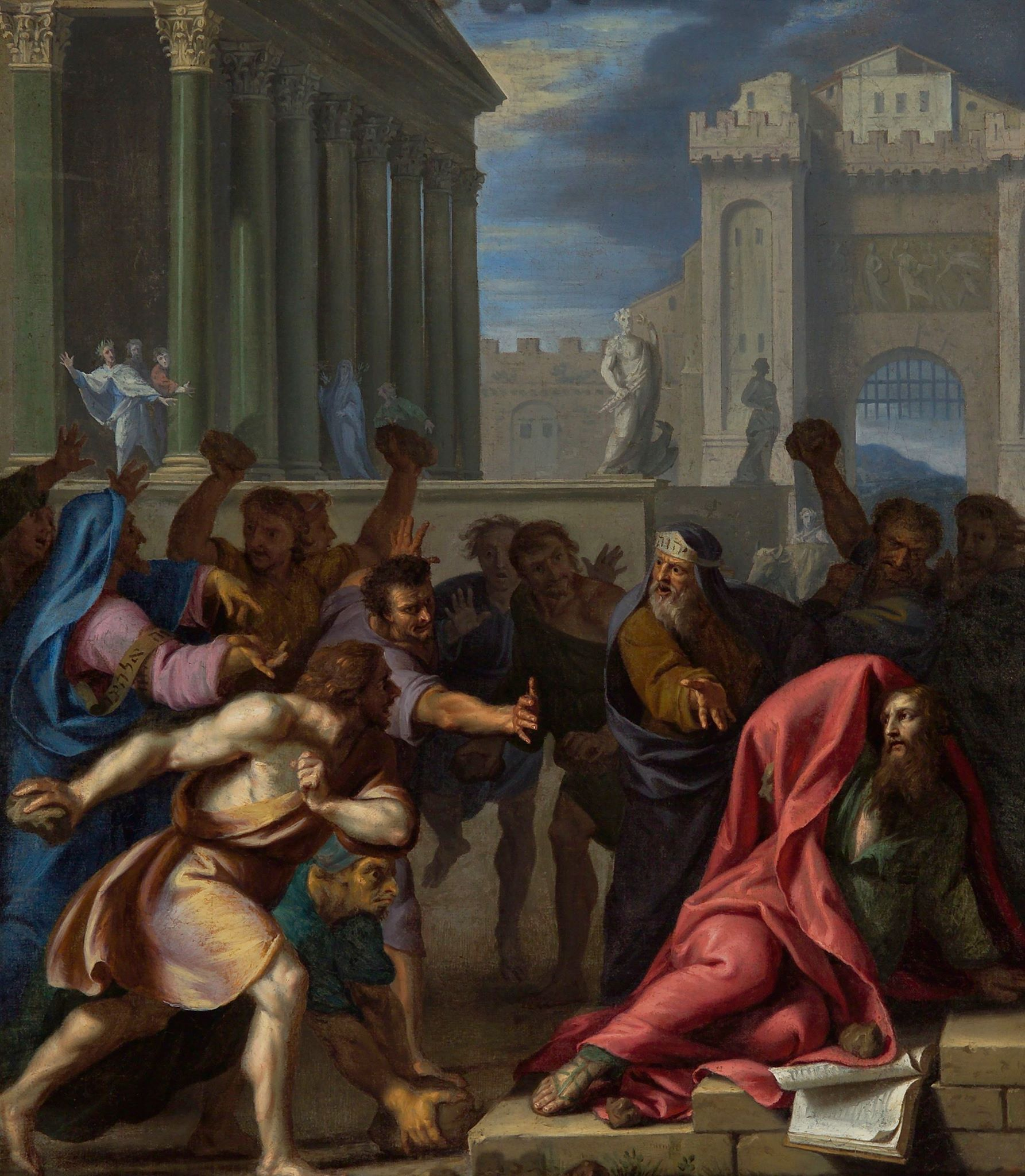
聖パウロの石打ち
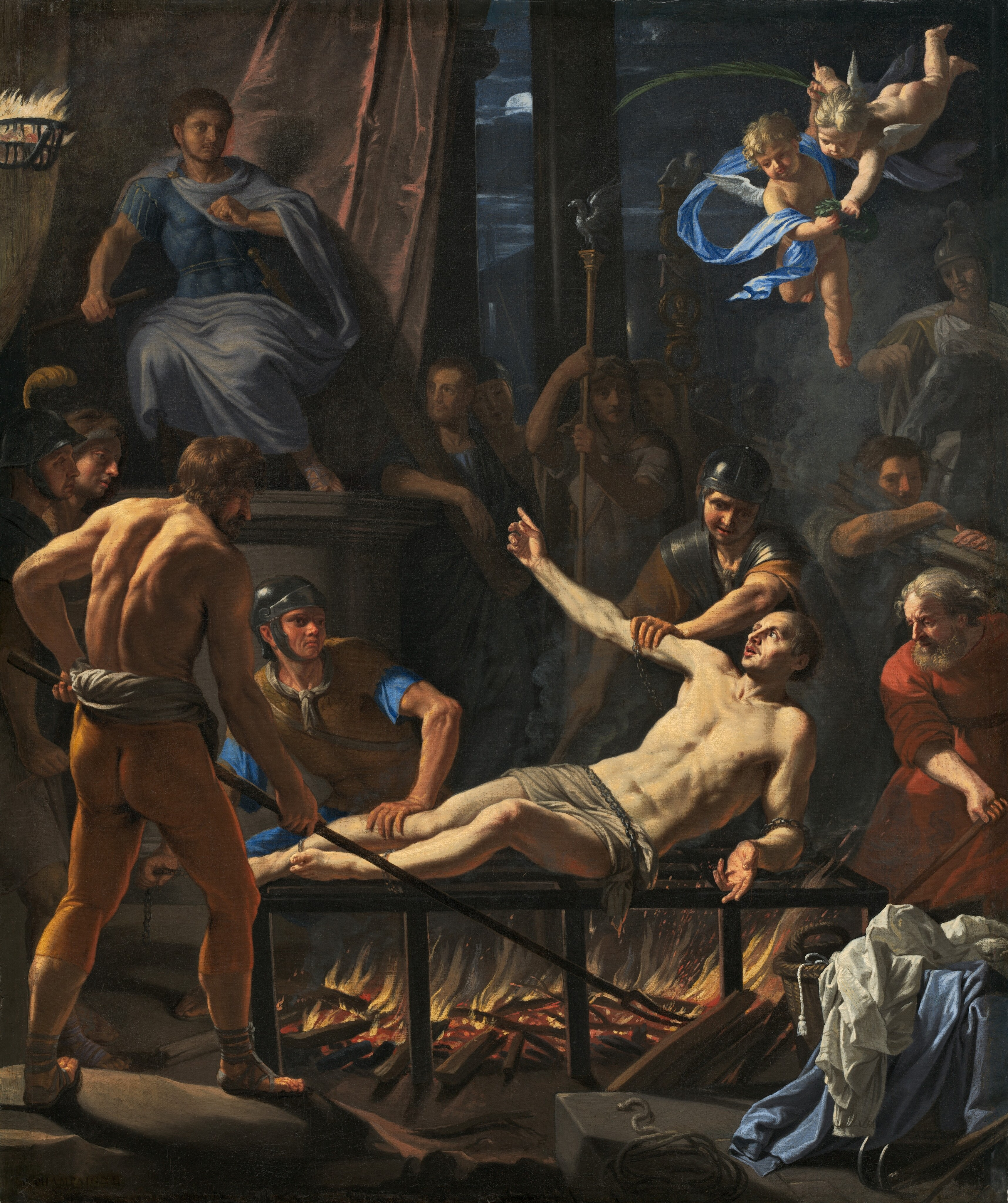
聖ローレンスの殉教
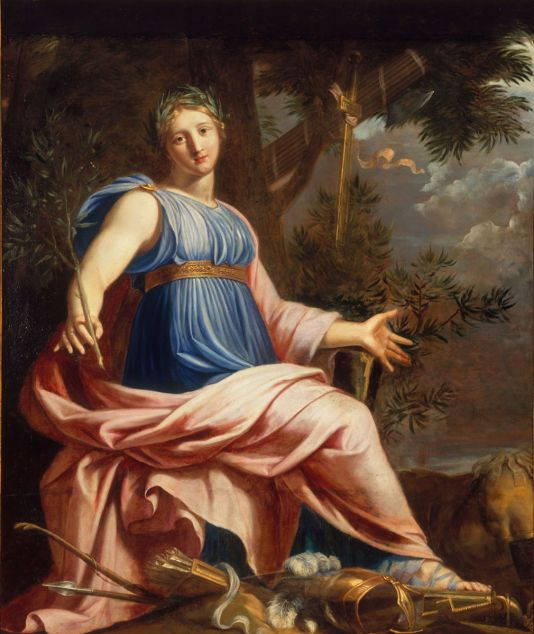
平和の寓意 (1668) ブダペスト美術館